# 利尔希德
利尔希德是德国莱茵兰-普法尔茨州的一个市镇。总面积5.95平方公里，总人口462人，其中男性232人，女性230人（2011年12月31日），人口密度78人/平方公里。